# Lepilemur jamesorum
Lepilemur jamesorum (Лепілемур Джеймса) — вид приматів родини лепілемурових (Lepilemuridae). Назва шанує сім'ю Джеймса, який підтримав дослідження та заходи збереження мадагаскарських приматів у фінансовому відношенні.

## Зовнішній вигляд
Досягають довжини тіла 24-26 см, хвіст 28—31 сантиметрів. Важить близько 0,8 кг, тому вони є середніми лепілемурами. Шерсть в основному коричневого кольору, низ світліший. Є темна спинна смуга, коричневий хвіст має кінець чорного кольору. Голова кругла, білувато-сіра, від вух до горла є маска. Очі відносно великі, як у всіх лепілемурів.

## Поширення
Цей вид нині відомо з англ. Manombo Special Reserve на південному сході Мадагаскару. Цей вид житель вологого низовинного тропічного лісу.

## Поведінка
Життя мало відомо. Вони ведуть нічний спосіб життя і, як правило, деревні. Їжа повинна складатися, як у всіх лепілемурів з листя, плодів, бруньок та інших частин рослин.

## Загрози
Цей вид знаходиться під загрозою втрати і деградації середовища проживання від зсуву сільськогосподарської практики, а також нестійких рівнів полювання. Вид присутній в англ. Manombo Special Reserve.